# Pichit Sitbangprachan
Pichit Sithbanprachan est un boxeur thaïlandais né le 15 janvier 1966 à Chaiyaphum.

## Carrière
Passé professionnel en 1991, il devient champion du monde des poids mouches IBF le 29 novembre 1992 après sa victoire par KO au 3e round contre Rodolfo Blanco. Sithbanprachan conserve son titre à cinq reprises puis le laisse vacant en 1994. Il met un terme à sa carrière de boxeur en 2000 en restant invaincu en 24 combats.